# Ланри, Фабрис
Фабри́с Ланри́ (фр. Fabrice Lhenry, родился 29 июня 1972 в Лионе, Франция) — французский хоккеист, тренер. Играл на позиции вратаря. С 2015 года является главным тренером клуба «Драгон де Руан».

## Игровая карьера
Завершил карьеру игрока по окончании сезона 2014/2015. Основную часть карьеры провёл в чемпионате Франции, также выступал в Италии, Германии и Дании. Ветеран сборной Франции по количеству выступлений на Олимпийских играх (4 участия), участник 15 чемпионатов мира.

## Тренерская карьера
По итогам сезона 2020/21 стал обладателем трофея Камиля Желинаса как лучший тренер сезона Лиги Магнуса.

## Достижения

### В качестве игрока
- Чемпион Франции: 1997, 2005, 2010, 2011
- Победитель Кубка Франции: 2011
- Победитель Континентального кубка ИИХФ: 2012
- Вратарь года во Франции: 1996, 2002, 2003, 2004, 2005
- Игрок символической сборной Лиги Магнуса: 2005

Сборная Франции
- Лучший вратарь и хоккеист молодёжного чемпионата мира группы B: 1992
- Чемпион мира в первом дивизионе: 2003, 2007
- Лучший вратарь чемпионата мира в первом дивизионе: 2003, 2007
- Топ-3 игроков сборной Франции на чемпионатах мира высшего дивизиона: 2009, 2010

### Личные достижения
- Трофей Камиля Желинаса: 2020/21[1]